# Загерис, Эдвин Валдович
Эдвин Валдович Загерис (латыш. Edvīns Zāģeris; род. 10 мая 1943, Яунелгавский край) — советский латвийский легкоатлет, специалист по барьерному бегу. Выступал за сборную СССР по лёгкой атлетике в середине 1960-х годов, победитель и призёр первенств всесоюзного значения, участник летних Олимпийских игр в Токио. Тренер по лёгкой атлетике.

## Биография
Эдвин Загерис родился 10 мая 1943 года в Даудзесской волости.
Окончил среднюю школу в селе Кокнесе (1961) и Латвийский государственный институт физической культуры (1965).
Занимался лёгкой атлетикой в рижском клубе «Даугава» под руководством тренера Виестурса Кумушки. Начиная с 1962 года входил в число сильнейших латвийских бегунов на короткие дистанции, неоднократно становился чемпионом Латвийской ССР, устанавливал рекорды Латвии в отдельных спринтерских дисциплинах.
Впервые заявил о себе на всесоюзном уровне в сезоне 1964 года, когда на чемпионате СССР в Киеве выиграл серебряную медаль в беге на 400 метров с барьерами, уступив на финише только Василию Анисимову. Благодаря череде удачных выступлений удостоился права защищать честь страны на летних Олимпийских играх в Токио — в программе барьерного бега на 400 метров выбыл из борьбы за медали на стадии полуфиналов, показав в своём забеге результат 52,2.
После токийской Олимпиады Загерис остался действующим спортсменом и продолжил принимать участие в крупнейших легкоатлетических стартах. Так, в 1965 году на чемпионате СССР в Алма-Ате он вновь получил серебро в беге на 400 метров с барьерами, снова пропустил вперёд Василия Анисимова.
В 1966 году на чемпионате СССР в Днепропетровске с личным рекордом 50,4 превзошёл всех соперников в 400-метровом барьерном беге, в том числе взял верх над Анисимовым, и завоевал золотую медаль. На последовавшем чемпионате Европы в Будапеште в той же дисциплине дошёл до полуфинала.
В 1967 году на чемпионате страны в рамках IV летней Спартакиады народов СССР в Москве выиграл серебряную и золотую награды в беге с барьерами на 200 и 400 метров соответственно.
На чемпионате СССР 1969 года в Киеве в барьерном беге на 400 метров взял бронзу.
Впоследствии работал тренером по лёгкой атлетике. В 1972—1978 годах — старший преподаватель на кафедре физического воспитания Рижского института инженеров гражданской авиации.